# Gentiana alpina
Gentiana alpina är en gentianaväxtart som beskrevs av Dominique Villars. Gentiana alpina ingår i släktet gentianor, och familjen gentianaväxter. Inga underarter finns listade i Catalogue of Life.